# Mall.cz
Mall.cz patří mezi české maloobchody s bílou technikou, elektronikou, sportovními potřebami, hračkami a s počítači a mobily. Allegro Retail provozuje v České republice internetový obchod pod značkou Mall.cz. Allegro Retail byla dceřinou firmou holdingové společnosti Mall Group, která byla v roce 2022 prodána polské skupině Allegro, který se k 1. říjnu 2024 přejmenoval na Allegro Retail a.s., původní společnost Allegro Retail zanikla.
Společnost Allegro Retail a.s. (dříve Internet Mall, a.s. či bilezbozi.cz, s.r.o.) byla založena v roce 2000. Od této doby působí v České republice, Německu, Polsku, Maďarsku a na Slovensku.

## Historie
V roce 2000 Ondřej Fryc, Petr Burcal a Jan Menšík založili bilezbozi.cz, s.r.o. (předchůdce společnosti Mall.cz). V prvním roce provozu činil obrat téměř 900 000 Kč. O rok později dne 19. prosince byla získána ochranná známka na bilezbozi.cz u Úřadu průmyslového vlastnictví. V roce 2002 společnost bilezbozi.cz oznámila zahájení procesu transformace na elektronické nákupní středisko Internet Mall. V souvislosti s rozšířením záběru společnosti došlo na změnu názvu a přeměnu na akciovou společnost. Minoritní podíl ve společnosti Internet Mall, a.s. získal jako investor Eduard Míka. V roce 2003 se Internet Mall.cz stal největším prodejcem na Internetu v České republice. Obchody provozované akciovou společností Internet Mall dosáhly v roce 2003 celkového objemu tržeb 369 mil. Kč včetně DPH (302 mil. Kč bez DPH) a vytvořily zisk před zdaněním ve výši 5,9 mil. Kč.
Mezi lety 2004 a 2006 se Internet Mall dále rozrostl o nové obchody. Rovněž vstoupil na zahraniční trhy, a to na Slovensko, Maďarsko a Polsko. V roce 2006 Mall.cz získal titul nejrychleji rostoucí technologická firma v ČR. V roce 2007 společnost získala prvenství v kategorii nejrychleji rostoucí technologická firma v ČR (Deloitte Technology Fast 50) . Společnost také vstoupila na německý trh a to s obchodem Germica.de. V roce 2008 vznikla holdingová společnost Netretail Holding, B.V., která zastřešila a řídila všechny národní pobočky společnosti Internet Mall. Do společnosti vstoupili investoři Intel Capital a 3TS Capital Partners. Investiční skupiny odkoupily podíl v hodnotě 28 miliónů EUR (cca 700 miliónů CZK) . Společnost nasadila nový informační systém SAP – partnerské řešení S2AP for Retail & Trade.
V roce 2009 bylo otevřeno vlastní logistické centrum s výdejním místem a skladovým prostorem 6 800 m2. Proběhlo sloučení několika obchodů pod jednu doménu a značku Mall.cz. V rámci sloučení značek proběhl kompletní redesign internetových stránek.  V roce 2010 společnost získala v soutěži Křišťálová Lupa 7. místo v kategorii internetové obchodování.
V roce 2011 společnost zavedla jako první v České republice prodej ve virtuálních kioscích v pražském metru. Pro prodej používá technologii QR kódy. O rok později, v roce 2012 společnost MALL.CZ respektive Netretail Holding koupila jihoafrická investiční skupina Naspers za zhruba 220 až 230 mil EUR. Za finanční rok končící 31.3.2012 vykázala společnost Internet Mall ztrátu 127 milionů korun při tržbách tři miliardy korun a vlastní kapitál poklesl do záporných hodnot. V říjnu 2015 bylo oznámeno, že Mall.cz a srovnávací portál Heureka.cz byl prodán jako celá společnost Netretail Holding investiční skupině Rockaway, kdy za skupinou stojí investor Jakub Havrlant, finanční zajištění transakce proběhlo prostřednictvím Daniela Křetínského, Patrika Tkáče a společnosti PPF.
Roku 2017 byl zaznamenán únik hashí hesel internetového obchodu. Nacházely se na serveru Ulož.to. Obchod do roku 2012 používal zastaralou funkci MD5.
V roce 2021 Mall.cz otevřel svůj první showroom v konceptu Mega Shop. Jedná se o velkoformátovou prodejnu o velikosti 2 090 m2, kde je prezentováno zboží určené k okamžitému odběru. V listopadu roku 2021 oznámila svůj záměr koupit 100% podíl polská společnost Allegro.
Na konci ledna 2023 Mall Group trvale uzavřel všechny své kamenné prodejny v České republice.
K 1. říjnu 2024 společnost Allegro Retail a.s., dříve Internet Mall, zanikla a byla začleněna do Allegro Retail a.s., dříve Mall Group.